# Elektrostymulacja
Elektrostymulacja pobudza nerwy lub mięśnie za pomocą impulsów elektrycznych wywołujących skurcz mięśnia, drażniąc prądem bezpośredni mięsień albo pośrednio nerw zaopatrujący mięsień. Elektrostymulację stosuje się przy dolegliwościach bólowych (różnego pochodzenia), jako przeciwdziałanie atrofii unieruchomionych mięśni, wspomagająco przy nietrzymaniu moczu oraz leczeniu zaburzeń krążenia.